# Хайзе, Георг Арнольд

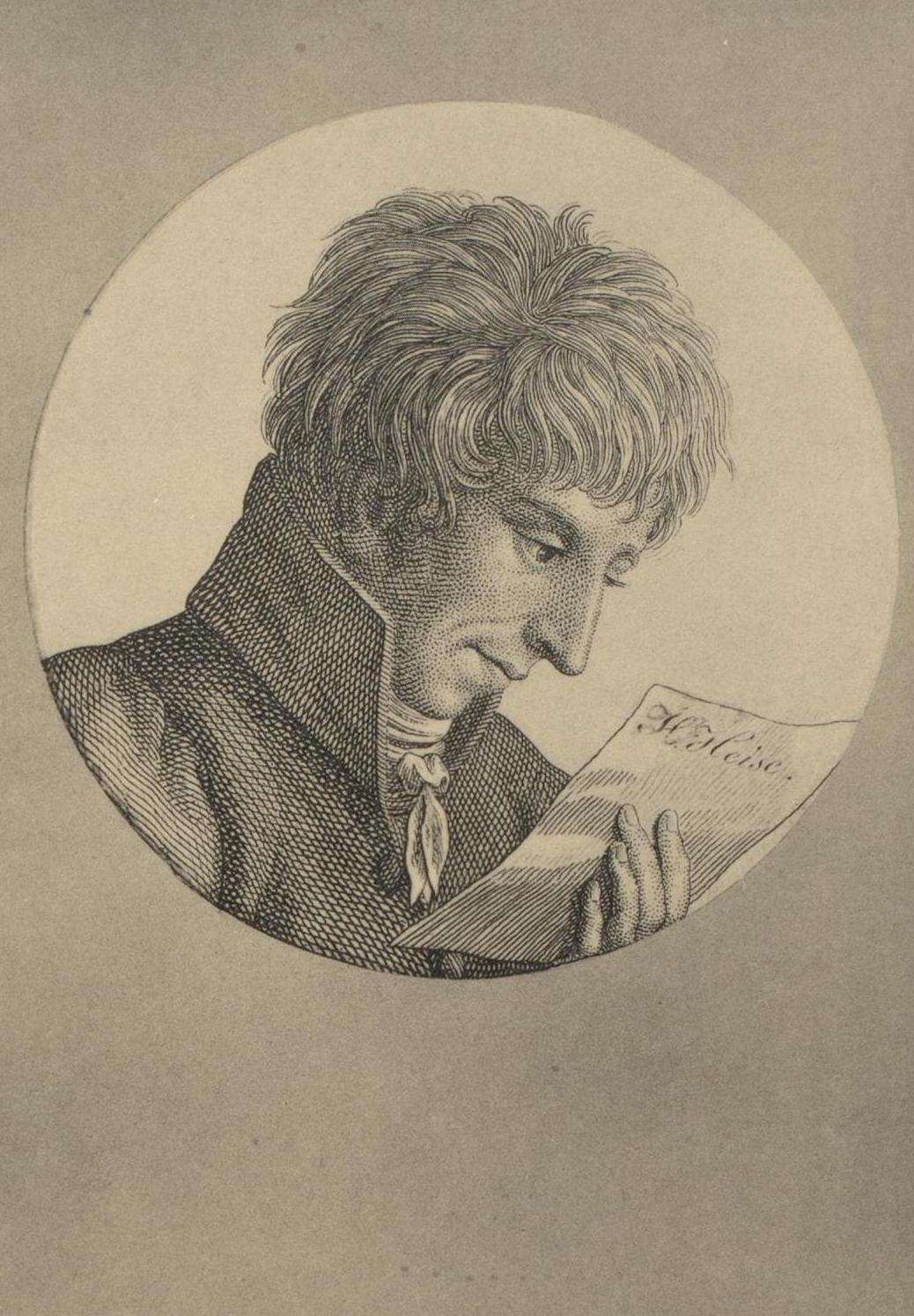
Георг Арнольд Хайзе

Георг Арнольд Хайзе (нем. Georg Arnold Heise; 2 августа 1778, Гамбург — 6 февраля 1851, Любек) — видный немецкий юрист, правовед, педагог, историк, доктор юриспруденции (1802). Один из основоположников науки пандектного права. Представитель  исторической школы права.

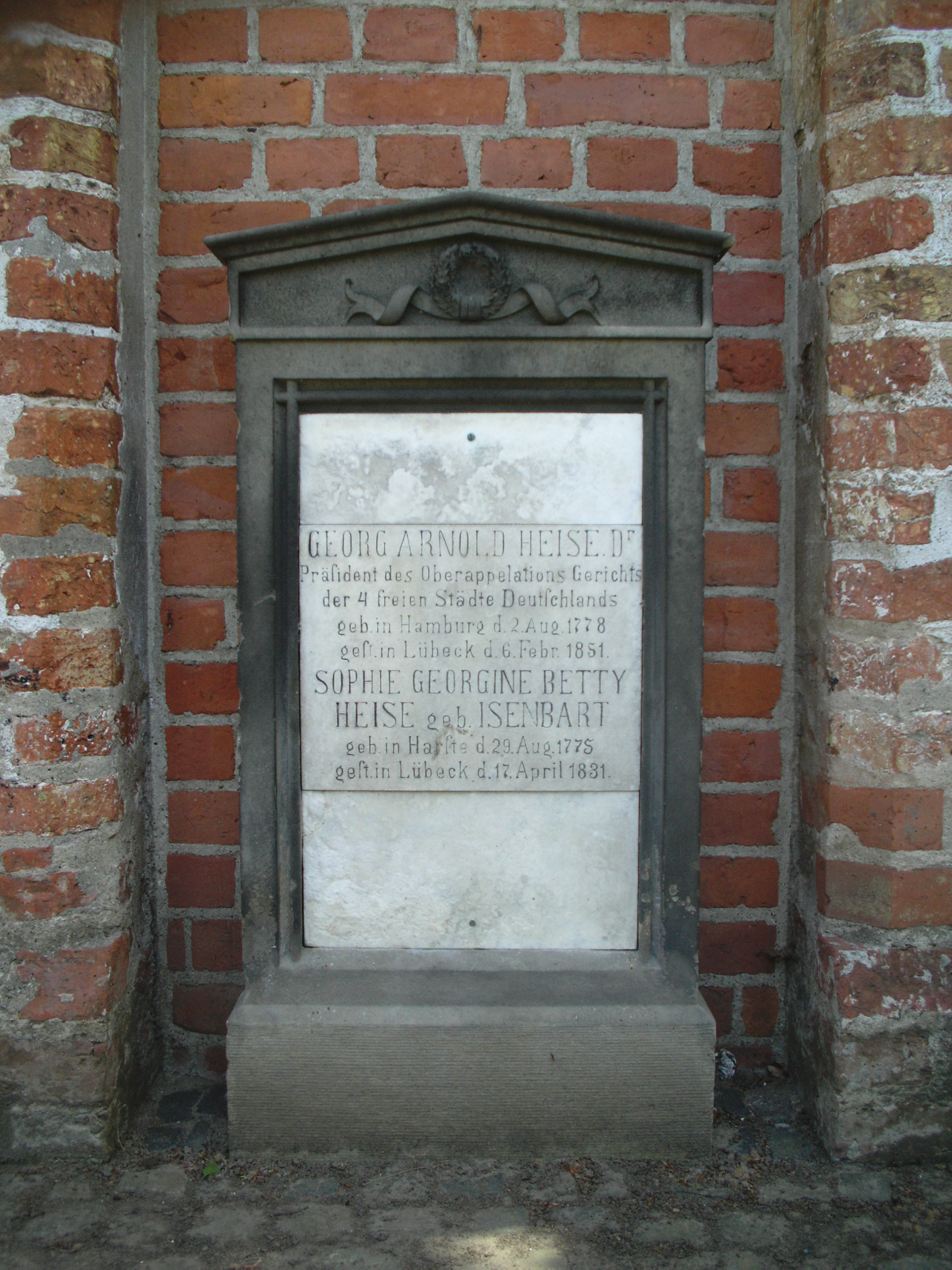
Могила Георга Арнольда Хайзе

## Биография
Изучал право в университетах Йены и Гёттингена.
С 1803 года читал лекции в Гёттингене, с 1804 года — экстраординарный профессор там же, в том же году стал ординарным профессором канонического права в университета Гейдельберга, в 1814 году — в университета Гёттингена, в 1818 году оставил преподавательскую деятельность и поступил на государственную службу в Ганновере. С 1818 года работал председателем совета юстиции в Ганновере, с 1820 года — председатель вновь созданного апелляционного суда свободных немецких городов.
В 1807 году в изданной им книге «Основы общей системы гражданского права» детально рассмотрел и систематизировал понятие юридических лиц в связи с субъектами гражданского права. Позднее, в 1819 году, в понятие юридического лица наряду с корпорациями включил также фонды, практически сформулировав понятие юридического лица, которое весь XIX век использовалось наукой гражданского права. Следует отметить, что с именем Хайзе связано также введение в цивилистику понятия «сделка» (1807).
Хайзе рассматривал юридическое лицо как абстрактное понятие: 

«Юридическим лицом является всё, кроме конкретного человека, признанного в государстве независимым правовым субъектом»
. В правовой науке учение Хайзе о юридическом лице называют теорией персонификации. Это название вытекает из слов самого Хайзе: 

«Только человек, как индивид, является лицом в общем и естественном смысле и, поэтому, субъектом права. Вместе с тем существуют основания, которые могут быть определены законами, чтобы произвести персонификацию и других предметов, то есть взглянуть на них так, будто они являются лицами и, поэтому, субъектами права. Из этого и вытекает понятие юридического лица, под которым подразумевается предмет, признанный правом субъектом»
.
Введение Хайзе понятия юридического лица оказало большое влияние на Ф. К. фон Савиньи и, в частности, на его теорию фикции.
Совместно с видными германскими правоведами Георгом Фридрихом Пухтой, Карлом Адольфом Вангеровым, Бернхардом Виндшейдом, Генрихом Дернбургом, Оскаром фон Бюловым участвовал в создании Пандектной системы.
Похоронен в Часовне Святого Юргена в Любеке.